# Rita Lommée
Rita Lommée (Brugge, 4 maart 1939) is een Vlaamse actrice.
Haar bekendste rol is die van Gabriëlle in Wij, Heren van Zichem, en die van Eufrasie in De Paradijsvogels. Ze speelde gastrollen in Spoed (Jenny) Thuis (mevrouw Mahieu) en F.C. De Kampioenen (gravin).
Rita debuteerde in het amateurtoneel onder leiding van Remi Van Duyn.
In Brugge kent men haar nog steeds door de rol van Cieltje die ze naast Ann Petersen, Jo De Meyere, Sjarel Branckaerts en Dora van der Groen vertolkte in de reeks 'De Vorstinnen van Brugge' in een regie van Maurits Balfoort.
Het was ook Maurits Balfoort die haar voor het eerst in het televisiespel 'de filosoof van 't Sashuis'  deed schitteren naast gerenommeerde acteurs zoals Luc Philips, Robert Marcel, Gella Allaert en Ray Verhaeghe. In 1962 had Bert Struys haar naast Wies Andersen, Frank Aendenboom, Senne Rouffaer, Pim Lambeau en Raymond Bossaerts gecast voor het jeugdfeuilleton Zanzibar. Nand Buyl regisseerde haar samen o.a Bob Vanderveken en Jenny Tanghe in het televisiedrama 'Albert de Deken'.
In de jaren zeventig focuste Rita Lommée zich voornamelijk op het theater. Ze was een vaste waarde in de Korrekelder en De Kelk te Brugge, Theater Vertikaal in Gent alsook Theater Malpertuis in Tielt. In die periode werkte ze ook regelmatig mee aan luisterspelen voor Radio 1 en Klara. Ook de televisie verloor haar niet uit het oog, want in diverse televisiespelen onder de noemer 'Made in Vlaanderen' (Klaaglied om Agnes, Het Huis aan de Sint-Aldegondiskaai, De blijde dag) kon men haar ook aan het werk zien. Begin de jaren 80 vormde deze bezige bij uit de Brugse theaterwereld een schitterend televisiekoppel in 'De Paradijsvogels' met Sjarel Branckaerts waar ze reeds in 'De Vorstinnen van Brugge' mee had samengewerkt.
Naast acteren op de planken, werken voor radio en televisie heeft zij ook jaren voordracht, dictie en toneel gedoceerd aan onder andere het Brugse Muziekconservatorium. Vele Bruggelingen hebben onder haar deskundige leiding de correcte manier van Nederlands weten te gebruiken en waarderen. Toen zij ooit door een Brugs satirisch weekblad uitgeroepen werd tot 'Trut van het Jaar' hamerde zij er bij haar studenten op dat die het woord correct zouden uitspreken, namelijk met een - u zoals het hoort, en niet 'treut' zoals veel West-Vlamingen plegen te zeggen. Na haar actieve loopbaan aan het Stedelijk Muziekconservatorium heeft Rita Lommée de  draad met het toneel, de film alsook de voordracht weer opgenomen.
Ze speelde gastrollen in Spoed (Jenny) Thuis (mevrouw Mahieu) en F.C. De Kampioenen (gravin).
Tevens vertolkte ze ook een rol naast Jan Decleir in de film 'Man zkt vrouw' en was ze naast Dirk Roofthooft en Frans Maas te zien in de kortfilm 'Villa de Ves'.
Sedert 2008 toert ze doorheen Vlaanderen op vraag van het Davidsfonds met het smakelijke poëzieprogramma 'O, het geluk van erwtensoep' waar zij voor het publiek van literaire en culinaire fijnproevers de mooiste gedichten met een gastronomische toets brengt. Raar maar waar is zij als een van de meest bekende Brugse actrices tot op heden niet uitgenodigd om een rol in de televisiereeks 'Aspe' te vertolken, alhoewel die zich volledig in Brugge situeert.